# カートプロモーション
Kart Promotion（カートプロモーション）は東京都世田谷区に本社を置く芸能事務所。1974年6月3日に設立。代表取締役は柿崎裕治。関連会社は株式会社ビーテックインターナショナル、株式会社エーチームアカデミー、有限会社サムライインターナショナル。
タレントのマネージメントなど通常の芸能事務所業務の他、舞台や映画、テレビ番組の製作も手掛けている。

## 所属タレント

### 男性
- 出合正幸
- 斎藤健二
- 別当優作
- 鹿野優志
- 榎木薗郁也
- 石田飛雄馬
- 秋江はじめ
- 麻生靖人
- 金子拓平
- 伊吹剛
- 丹波義隆
- 前田耕陽（業務提携）
- 柿崎ゆうじ
- 小野寺昭憲
- 高部正樹
- 藤波辰爾
- 峰尾恭輔
- LEONA

### 女性
- 伊藤つかさ
- 竹島由夏
- 香乃ゆうみ
- 伊藤あきこ
- 山口美砂
- 井沢早希
- 黒田智美
- 平島寛子
- くれみわ
- 倉本こはる
- 内田あかり（業務提携）
- 藤波伽織
- 山崎真実
- 宮本真希

## 過去の所属タレント

### 男性
- 新田純一
- 出光元
- 片岡晋作
- 虎牙光揮
- 長江健次
- 渡部龍平
- 上杉輝

### 女性
- 山木まこ

## 主な制作作品
- 「日本いにしえの旅」シリーズ （BSフジ）